# آب‌انبار حاج حسین بائن
آب‌انبار حاج حسین بائن مربوط به دوره قاجار است و در قدیم لار، محله پایین روستای بائن واقع شده و این اثر در تاریخ ۱۹ مرداد ۱۳۸۴ با شمارهٔ ثبت ۱۲۷۶۶ به‌عنوان یکی از آثار ملی ایران به ثبت رسیده است.